# Onitis sibutensis
Onitis sibutensis är en skalbaggsart som beskrevs av Emile Janssens 1943. Onitis sibutensis ingår i släktet Onitis och familjen bladhorningar. Inga underarter finns listade i Catalogue of Life.